# 22454 Rosalylopes
22454 Rosalylopes è un asteroide della fascia principale. Scoperto nel 1996, presenta un'orbita caratterizzata da un semiasse maggiore pari a 2,1774369 au e da un'eccentricità di 0,0928416, inclinata di 1,53754° rispetto all'eclittica.
L'asteroide è dedicato a Rosaly Lopes-Gautier, esogeologa della squadra della missione spaziale Cassini-Huygens.